# Корпоративна соціальна відповідальність
Корпоративна соціальна відповідальність (КСВ), від англ. corporate social responsibility  (CSR), також соціа́льна відповіда́льність бі́знесу (СВБ) — відповідальне ставлення компанії до свого продукту або послуги, до споживачів, працівників, партнерів; активна соціальна позиція компанії, що полягає в гармонійному співіснуванні, взаємодії та постійному діалозі із суспільством, участі у вирішенні найгостріших соціальних проблем.
Соціальна відповідальність бізнесу:
- сприяє сталому розвиткові, у тому числі здоров'ю і добробуту суспільства;
- зважає на очікування зацікавлених сторін;
- відповідає чинному законодавству і міжнародним нормам поведінки;
- інтегрована у діяльність організації та практикується в її відносинах.

## Визначення
Соціальна відповіда́льність бізнесу — це відповідальність тих, хто приймає бізнес-рішення, за тих, на кого безпосередньо чи опосередковано ці рішення впливають. Соціальна відповідальність — це концепція, що заохочує компанії враховувати інтереси суспільства, беручи на себе відповідальність за вплив діяльності компанії на споживачів, стейкхолдерів, працівників, громади та довкілля в усіх аспектах своєї діяльності.
СВБ є добровільною діяльністю компаній приватного і державного секторів, спрямованою на дотримання високих стандартів операційної та виробничої діяльності, соціальних стандартів та якості роботи з персоналом, мінімізацію шкідливого впливу на довкілля тощо, з метою вирівнювання наявних економічних і соціальних диспропорцій; створення довірливих взаємовідносин між бізнесом, суспільством і державою; покращення результативності бізнесу та показників прибутковості у довгостроковому періоді.
СВБ тісно пов'язана з діяльністю компаній з досягнення ділової досконалості та якості в організації виробництва. Ці аспекти діяльності компаній переважно регулюються міжнародними стандартами серії ISO 9000.
У сучасному світі соціально відповідальна діяльність бізнесу є загальноприйнятим правилом, якого дотримується значна кількість великих, середніх і навіть малих компаній по всьому світу. З огляду на надзвичайну суспільну та економічну користь, що містить у собі соціальна відповідальність бізнесу, питання її розвитку належать до сфери особливої уваги органів державної влади багатьох країн світу та провідних міжнародних організацій. Проявом цієї уваги є розроблення стандартів СВБ і заходів зі стимулювання бізнесу до соціально відповідальної діяльності.
Соціальна відповідальність бізнесу — відповідальне ставлення будь-якої компанії до свого продукту або послуги, до споживачів, працівників, партнерів; активна соціальна позиція компанії, що полягає в гармонійному співіснуванні, взаємодії та постійному діалозі із суспільством, участі у розв'язанні соціальних проблем.
У широкому розумінні СВБ може бути представлена як система цінностей, заходів і процесів, що мають на меті поширення позитивного впливу діяльності компанії в економічній, екологічній, соціальній сферах як усередині організації, так і в довкіллі. Реалізація соціально відповідальних стратегій має орієнтуватися не лише на зменшення та запобігання негативним наслідкам діяльності, а й на досягнення економічного, екологічного та соціального ефектів (т. зв. стратегія потрійного впливу), що може розглядатися як основа підвищення конкурентоспроможності окремих компаній і національної економіки загалом.
За визначенням Європейської Комісії («Зелена книга з корпоративної соціальної відповідальності», 2001 р.), корпоративна соціальна відповідальність (КСВ) — це «концепція, згідно з якою компанії інтегрують соціальні та екологічні питання у свою комерційну діяльність та взаємодію із зацікавленими сторонами на добровільній основі». Надзвичайно важливе значення у сфері СВБ має концепція «потрійного критерію», що містить у собі розширення меж звітності організацій та додання соціальних і екологічних аспектів до фінансових показників діяльності.

## Закордонний досвід
СВБ поширена серед країн Європи. В одних країнах вона інтегрована в громадську політику (Данія, Франція, Фінляндія, Швеція), в інших — соціально відповідальні практики є виключно прерогативами компаній (Греція, Ірландія, Нідерланди, Словенія). В Європейському Союзі основна роль СВБ полягає у підтримці сталого розвитку компаній, що призводить до покращення ситуації на ринку праці, а також якості продуктів і послуг, що надаються компаніями (Комюніке Європейської Комісії, 2006).

## Історія
Ідея корпоративної соціальної відповідальності набула закінченого вигляду декілька десятків років тому, коли на всесвітньому економічному форумі в Давосі Генеральний секретар ООН Кофі Анон звернувся до лідерів найбільших компаній світу із закликом приєднатися до міжнародної ініціативи — Глобального договору — в рамках якого створюються умови для співпраці бізнесу з установами ООН, профспілками, неурядовими організаціями для втілення в життя загальних принципів соціальної рівності та збереження довкілля. Спираючись на перевагу спільних дій, Глобальний договір поставив завдання розвитку принципів соціальної відповідальності бізнесу, забезпечення його участі у вирішенні найгостріших проблем глобалізації. Таким чином, приватний бізнес, приєднавшись до договору в співпраці з іншими соціальними партнерами, зможе сприяти реалізації ідеї формування стійкої і відкритої глобальної економіки.

## Характеристики
Основними характеристиками СВБ є добровільність; інтегрованість у бізнес-стратегію організації, компанії; системність; користь для всіх зацікавлених сторін: співробітників, споживачів, акціонерів, громади тощо, а також для самого підприємства; внесок у процес сталого розвитку. Соціальна відповідальність не обмежується благодійністю.
Соціальна відповідальність бізнесу містить у собі процедури і практики компаній з семи аспектів діяльності: 1. організаційне управління; 2. права людини; 3. трудові відносини; 4. етична операційна діяльність; 5. захист довкілля; 6. захист прав споживачів; 7. розвиток місцевих громад і співпраця з ними.

## Корпоративні соціальні ініціативи
Для підтримки суспільно корисних справ і виконання зобов'язань щодо корпоративної соціальної відповідальності, компанії здійснюють такі види заходів: просування доброчинної справи, доброчинний маркетинг, корпоративний соціальний маркетинг, корпоративна філантропія, а також волонтерська робота на користь громади та соціально відповідальні підходи до ведення бізнесу.

## В Україні
СВБ в Україні перебуває в стадії становлення. Найактивнішими у цій сфері є, насамперед, представництва іноземних компаній, які переносять на українське підґрунтя сучасні світові практики, принципи і стандарти, а також великі та малі вітчизняні підприємства й організації, які удосконалюють свою діяльність на засадах концепцій Загального управління якістю.
Однак зазначений процес потребує певної координації та стимулювання, а відтак активної участі в ньому держави, яка повинна визначити СВБ як бажану поведінку для бізнесу і розробити комплекс відповідних стимулів (до цього вже дійшли державні органи країн-членів ЄС).
Водночас необхідно усвідомлювати, що СВБ безпосередньо пов'язана з рівнем ділової досконалості підприємств, організацій і установ. Адже, якщо вони не є досконалими, то навряд чи зможуть системно і протягом тривалого часу задовольняти потреби всіх заінтересованих сторін. На це вкрай важливо зважати в Україні, де рівень ділової досконалості більшої кількості організацій суттєво нижчий за відповідний рівень у більш розвинених країнах.
Саме тому в Україні підтримка держави необхідна як для підкреслення важливості етичної і соціально відповідальної поведінки компаній, просування найкращих практик вітчизняних компаній із соціальної відповідальності в Україні та за кордоном, так і для підвищення престижності досконалих організацій і процесів безперервного системного вдосконалення. Це дозволить більшості компаній посилити довгострокову конкурентоспроможність і репутацію через практики відповідального ставлення до своїх співробітників, споживачів та інших зацікавлених сторін.

## Оцінка
Соціальну функцію підприємництва (зазвичай на практиці використовують такі категорії як «соціальна відповідальність бізнесу», «корпоративна соціальна відповідальність») оцінюють за допомогою соціального аудиту